# St. Lamberti (Coesfeld)
St. Lamberti ist die Pfarrkirche der gleichnamigen römisch-katholischen Gemeinde im münsterländischen Coesfeld. Sie steht unmittelbar am Marktplatz der Stadt.

## Baugeschichte

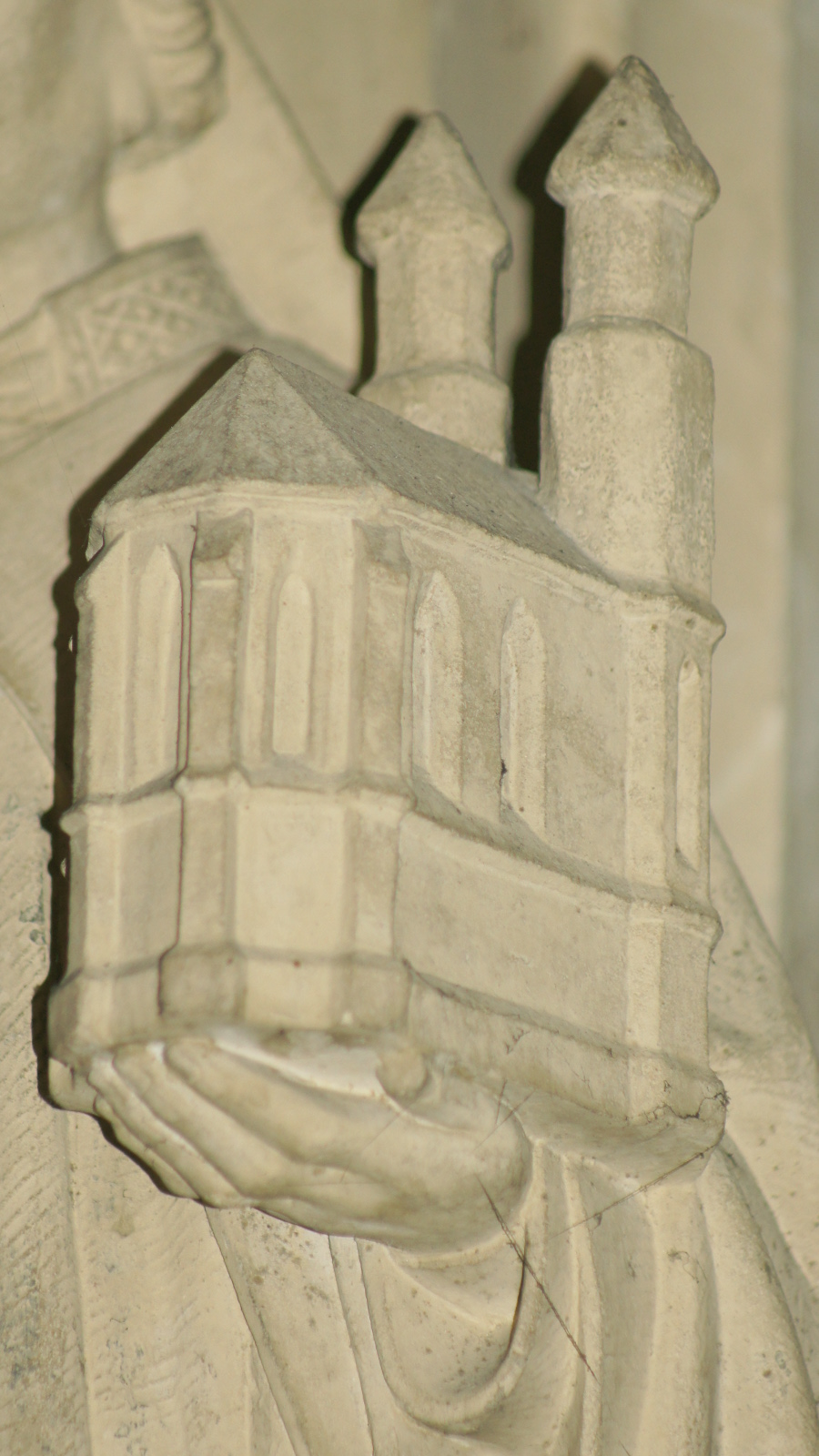
Romanische Doppeltürme (bis 1635/81), Darstellung um 1520

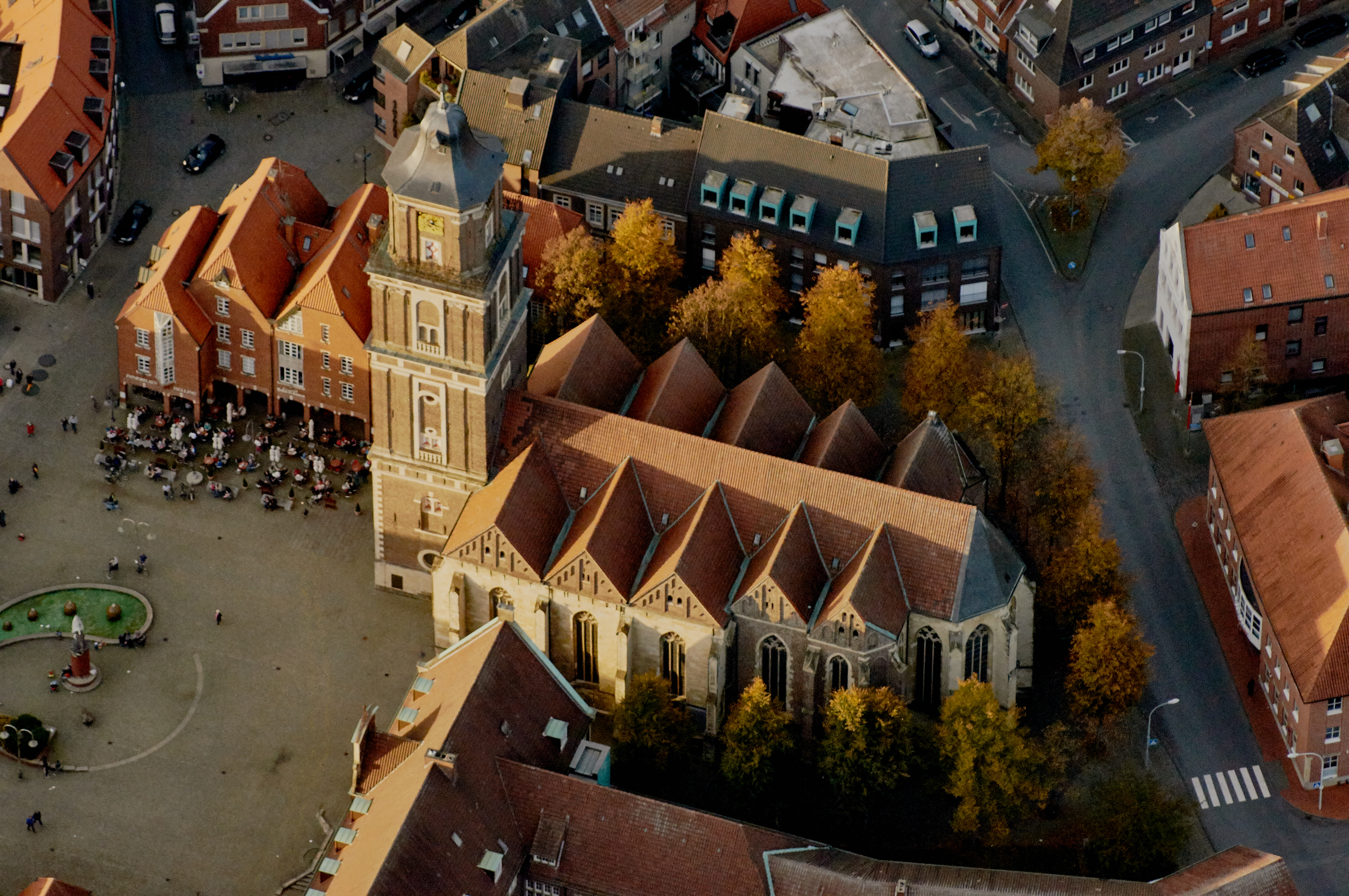
St.-Lamberti (Luftbild, 2014)

Die nach dem heiligen Lambert benannte Kirche ist wie die nur wenig jüngere Jakobikirche eine der beiden alten Innenstadtpfarrkirchen Coesfelds. Sie wurde noch von Ludgerus, dem ersten Bischof von Münster, als Holzkirche gebaut. Die ältesten erhaltenen Teile sind Mittelschiffpfeiler der staufischen Hallenkirche im gebundenen System aus dem 13. Jahrhundert. Ihr war eine Doppelturmfassade samt Vorhalle vorgelagert. Zwei steinerne Vorgängerbauten konnten archäologisch nachgewiesen werden. In zwei kurz aufeinander folgenden Bauabschnitten erweiterte der in Coesfeld ansässige Baumeister Henric de Suer den Bau. 1473 ließ er den zweijochigen Chor mit Nebenapsiden errichten, dann erneuerte er die Seitenschiffe und das Gewölbe des Mittelschiffes unter Verlust der gebundenen Ordnung. Die noch bestehende Hallenkirche ist somit größtenteils als sein Werk anzusehen. Bauunterhaltungsmängel auf Grund der Verarmung Coesfelds durch kriegerische Handlungen ließen bereits 1635 den südlichen Turm einem Novembersturm zum Opfer fallen. Der nördliche sank – ebenfalls durch einen Novembersturm verursacht – 1681 in sich zusammen. Erst im folgenden Frühjahr konnten die Glocken, deren hölzernes Gerüst innerhalb der Ruine dem Sturm standgehalten hatte, geborgen und die Trümmer beseitigt werden. Somit besitzt die Lambertikirche heute das älteste zusammenhängende Geläut Westfalens. Der Bau des neuen Turmes, ein Werk von Gottfried Laurenz Pictorius, begann 1686 und zog sich bis 1703 hin. Es besteht eine Ähnlichkeit mit dem zur gleichen Zeit errichteten Turm der Jesuitenkirche. Erst der Bombenkrieg im Zweiten Weltkrieg, den die Lambertikirche im Unterschied zur Stadt Coesfeld vergleichsweise weniger zerstört überstand, fügte dem Bau dennoch einige schwere Schäden zu. Die Sakristei erhielt einen Bombenvolltreffer, das Südseitenschiffgewölbe stürzte ein. Die Maßwerke der Fenster waren herausgebrochen. Bis 1953 waren diese Schäden behoben.

## Außenbau

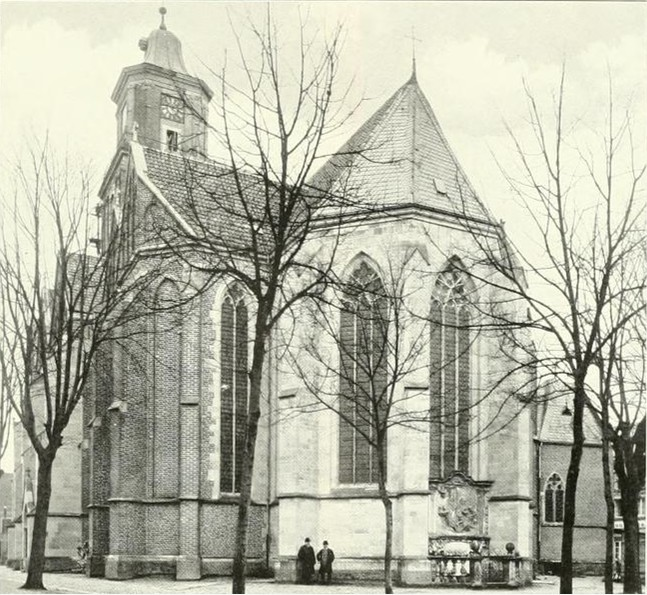
St. Lamberti 1913

Das Langhaus ist bis zur Traufhöhe in Baumberger Sandstein ausgeführt, die mit Lisenen und Spitzbögen gegliederten Zwerchgiebel über den Fenstern und der Hallenchor mit den Nebenapsiden sind mit dunkelrotem Backstein gemauert. Die Hauptapsis besteht ebenfalls aus dem für die Region charakteristischen Baumberger Sandstein. Die Westseite und der 93 m hohe Turm aus im Kreuzverband gemauertem Backstein sind mit Sandsteinelementen gegliedert. Das Portal in Barockformen ist ganz aus Sandstein. Darüber thront eine Darstellung des Coesfelder Kreuzes. Die beiden Figuren in den seitlichen Rundbogennischen stellen Ludgerus und Lambertus dar und stammen aus den 1930er Jahren. Außer den Kielbögen der Strebepfeiler, die Reliefs mit den Symbolen der Evangelisten bzw. das Christusmonogramm einrahmen und von Kreuzblumen bekrönt sind, bilden lediglich zwei Epitaphe und eine (zweite) Figur des heiligen Ludgerus im Giebelfeld der Sakristei den äußeren Schmuck der Lambertikirche. Die Sakristei auf der Nordseite ist aus Backstein gemauert. Das Epitaph der Familie von Graes (1497) ist in die südwestliche Abschlusswand des Langhauses eingelassen, das Epitaph der Eheleute von Vagedes, eine reliefartige Ölbergszene des Johann Wilhelm Gröninger von 1705, befindet sich an der östlichen Wand des Chorabschlusses. Die einstige Balustrade wurde entfernt.

## Ausstattung

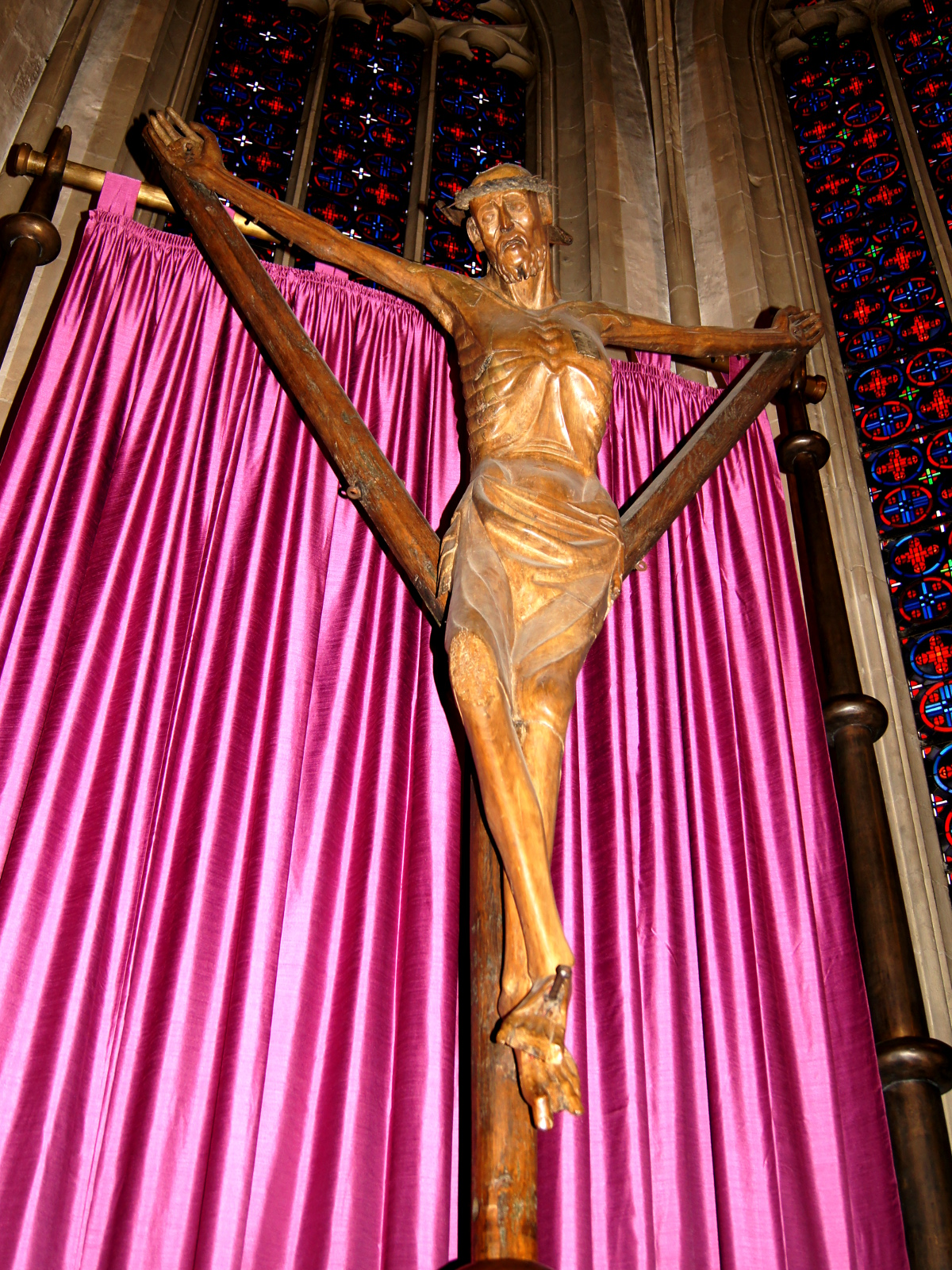
Coesfelder Kreuz.

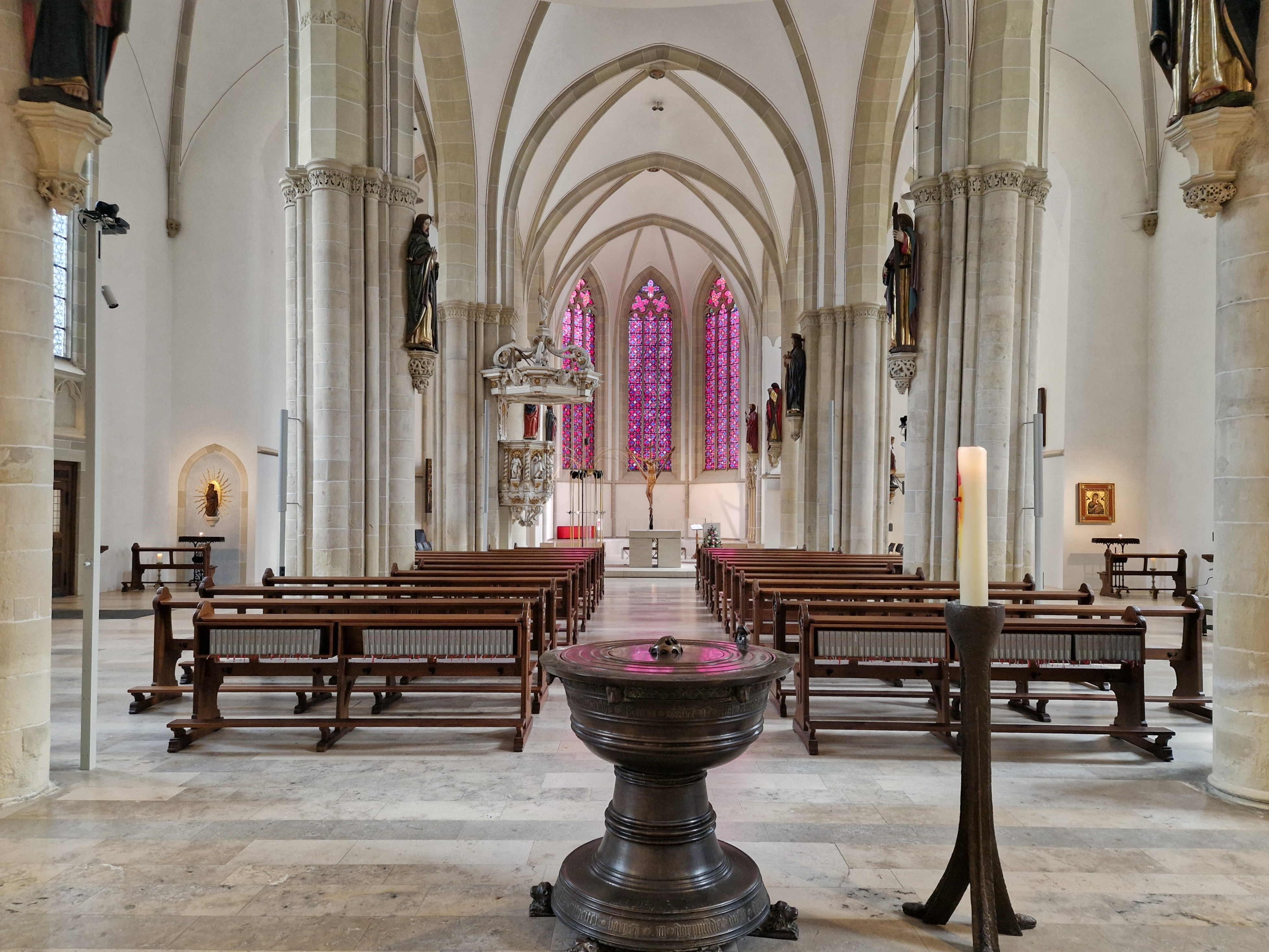
Das Mittelschiff der Kirche nach der Renovierung von 2022

Bedeutendstes Stück der Ausstattung von St. Lamberti ist das Coesfelder Kreuz, ein Gabelkruzifix vom Beginn des 14. Jahrhunderts. Da sich die Pfarrgemeinde im Besitz einer Kreuzreliquie befindet, die im Corpus verwahrt werden kann, stand das als „wundertätig“ geltende Kreuz im Zentrum einer jahrhundertealten Wallfahrtstradition und wird noch heute von vielen Gläubigen besonders verehrt.
Die übrigen Stücke sind aus mehreren Epochen. Die hölzerne Decke der Turmhalle soll noch aus Teilen der Flachdecke des romanischen Baues bestehen. Sie ist mit ornamentaler Malerei versehen. In der Turmhalle befinden sich zwei Epitaphe, eine Kreuztragung samt Veronika-Szene und eine Kreuzabnahme/Pieta, von Gerhard Gröninger. Vier Figuren vom neogotischen Kreuzaltar zieren zusätzlich die inneren Turmwände, Karl der Große, die heilige Helena und zwei, die nicht eindeutig zugeordnet werden können, wohl Lambertus oder Ludgerus und eine bärtige Person, wahrscheinlich Paulus.
Der seinerzeit in Coesfeld ansässige Bildhauer Johann Düsseldorp schuf ab 1516 die durchweg farbig gefassten Apostelfiguren an den Pfeilern. Des Weiteren ist die überlebensgroße Figur des heiligen Christophorus über der Tür zur Sakristei von ihm. Ein wenig älter ist das bronzene Taufbecken (1504), welches in der Dortmunder Gießerei Wiedenbrock gegossen wurde. Eine niederdeutsch verfasste Inschrift nennt Reinolt Wiedenbrock und Klaes Potgeiter als Hersteller. Die gotischen Sedilien an der Südwand des Chores werden 1520 datiert. Vier Beichtstühle und die Kanzel sind Werke des Barock, letztere von Johann Rendeles. An der Nordwand des Langhauses hängen zwei ebenfalls barocke ehemalige Altargemälde, eines die Anbetung der Hirten, das andere die Auferweckung des Lazarus darstellend. Die Südwand schmücken je ein Bild der Mutter Anna, wie sie der Gottesmutter das Lesen lehrt, und eines des heiligen Josef mit dem Jesusknaben. Alle diese Werke werden Johann Veltmann zugeschrieben. Auf der Orgelbühne befindet sich noch ein Bildnis der Kreuzabnahme nach Rubens. Es stammt aus dem nahegelegenen Stift Varlar. Die einst unter der Mensa des neugotischen Hochaltars, dem Kreuzaltar von 1852, platzierte vollplastische Grablegungsszene im Nazarenerstil befindet sich jetzt im rechten Seitenschiff. Nazarenerkunst sind auch die vierzehn Kreuzwegstationen. Die beiden geschnitzten Seitenaltäre kamen 1892/93 in die Kirche, sie sind Vertreter der Wiedenbrücker Schule, wie man seit einer Untersuchung 1983 annimmt. Jüngstes Ausstattungsstück, von den nachkonziliaren liturgischen Umgestaltungen abgesehen, ist die halbrunde, auf zwei schlichten Säulen ruhende und grazil wirkende, aus den 1950er Jahren stammende und ganz im Stil der Zeit erbaute Orgelbühne samt Orgel aus gleicher Epoche.

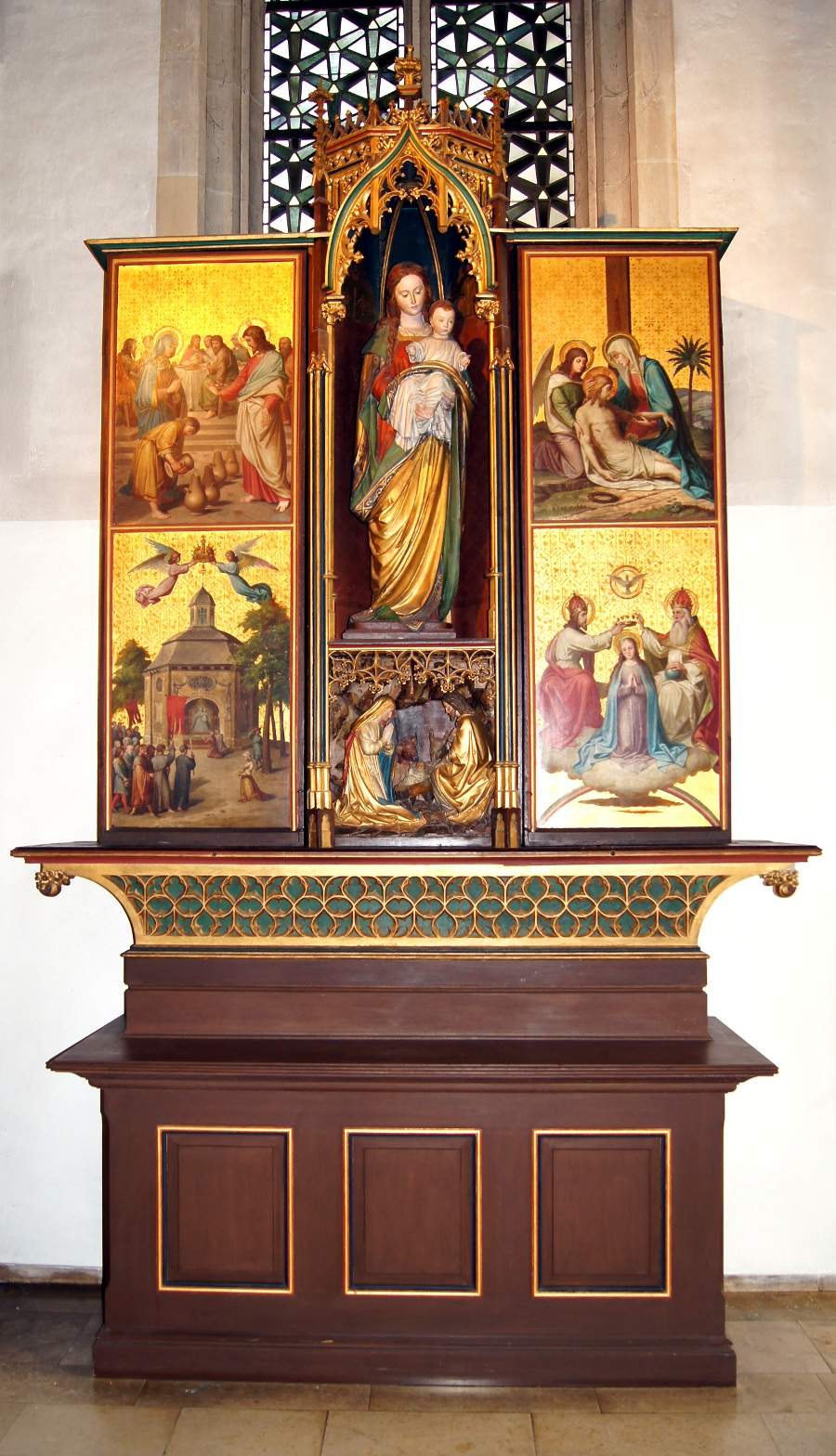
Marienaltar
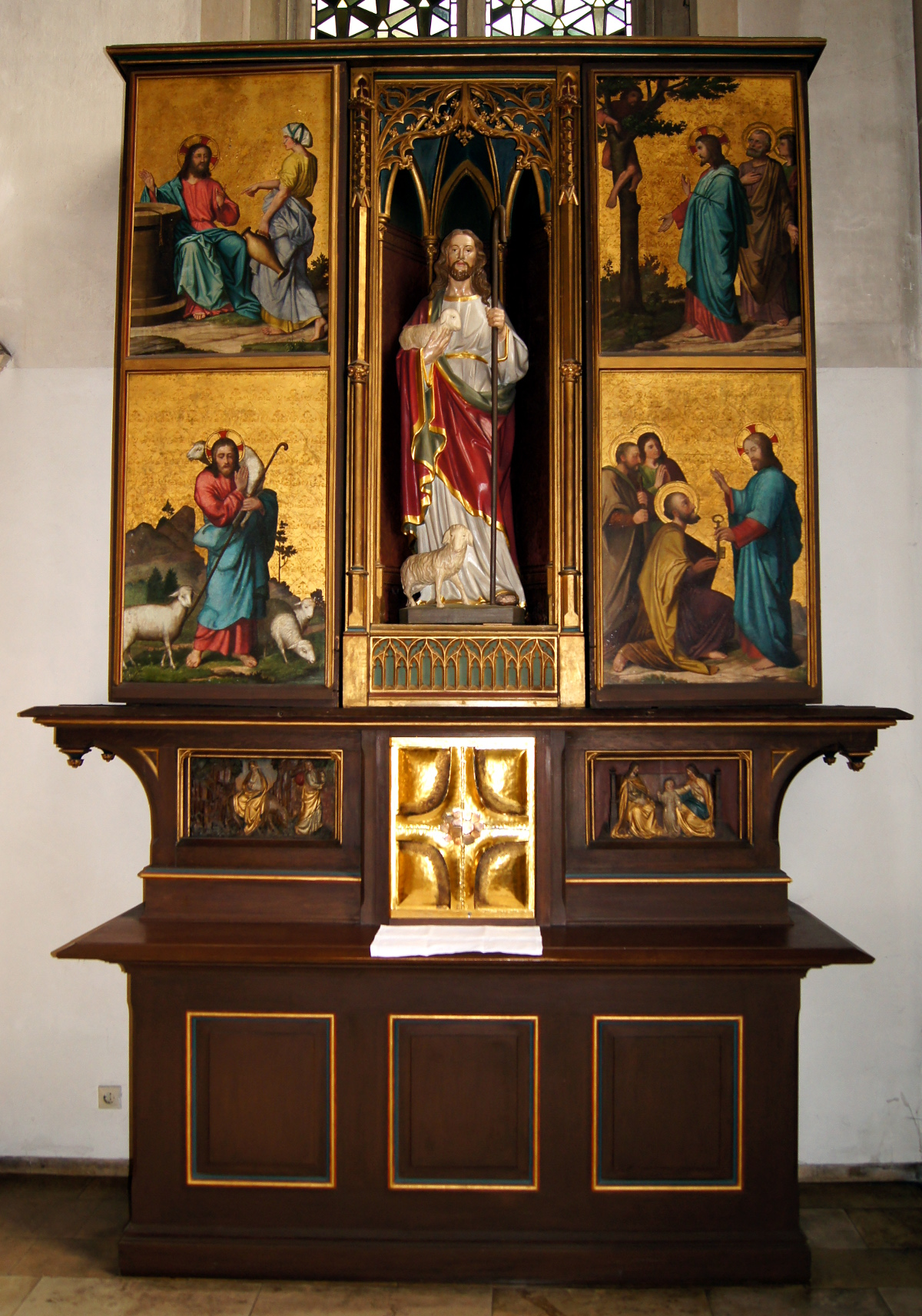
Christusaltar; heute „Guter Hirt“ statt „Herz Jesu“
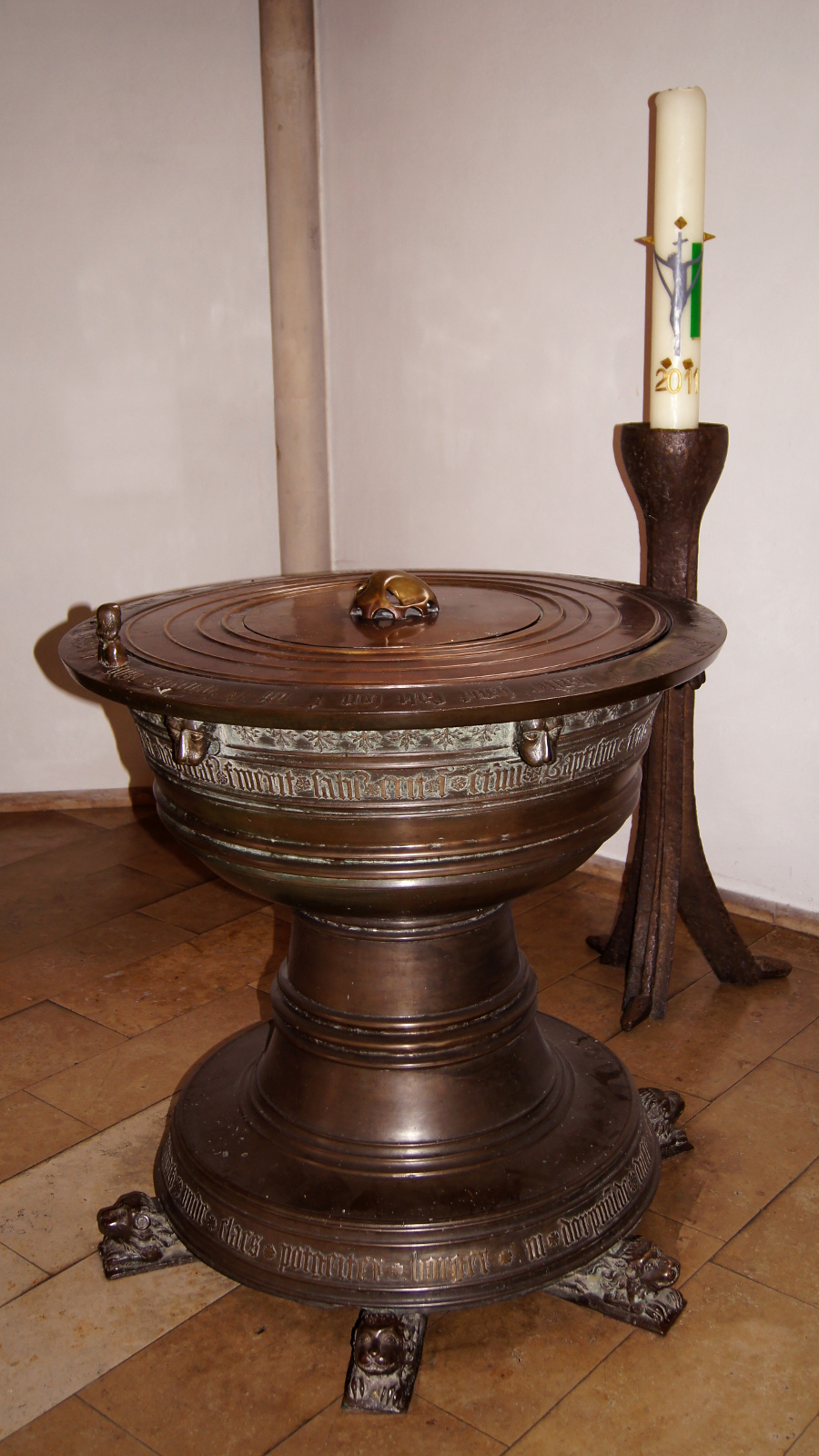
Taufbecken von 1504
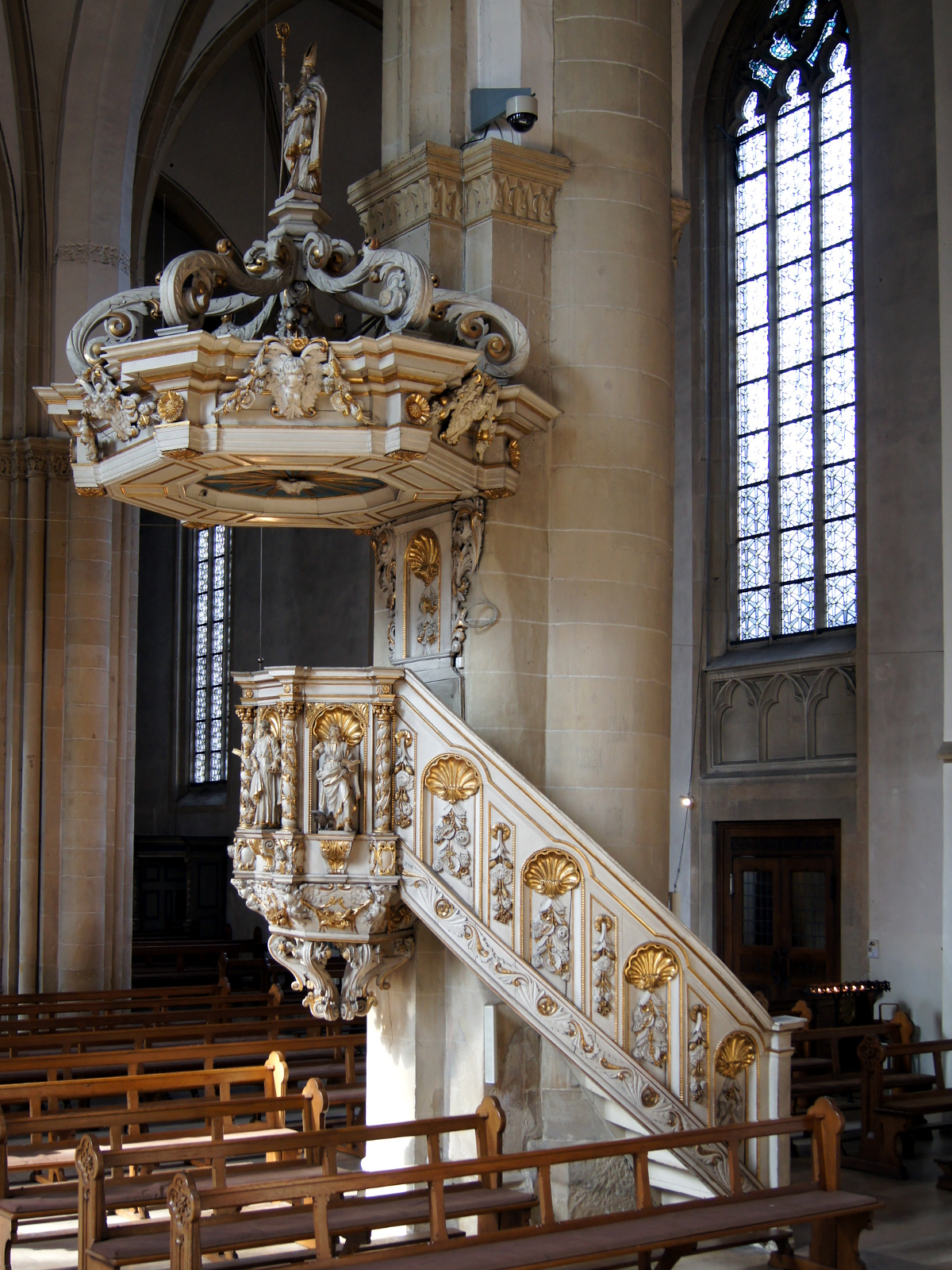
Kanzel von Johann Rendeles
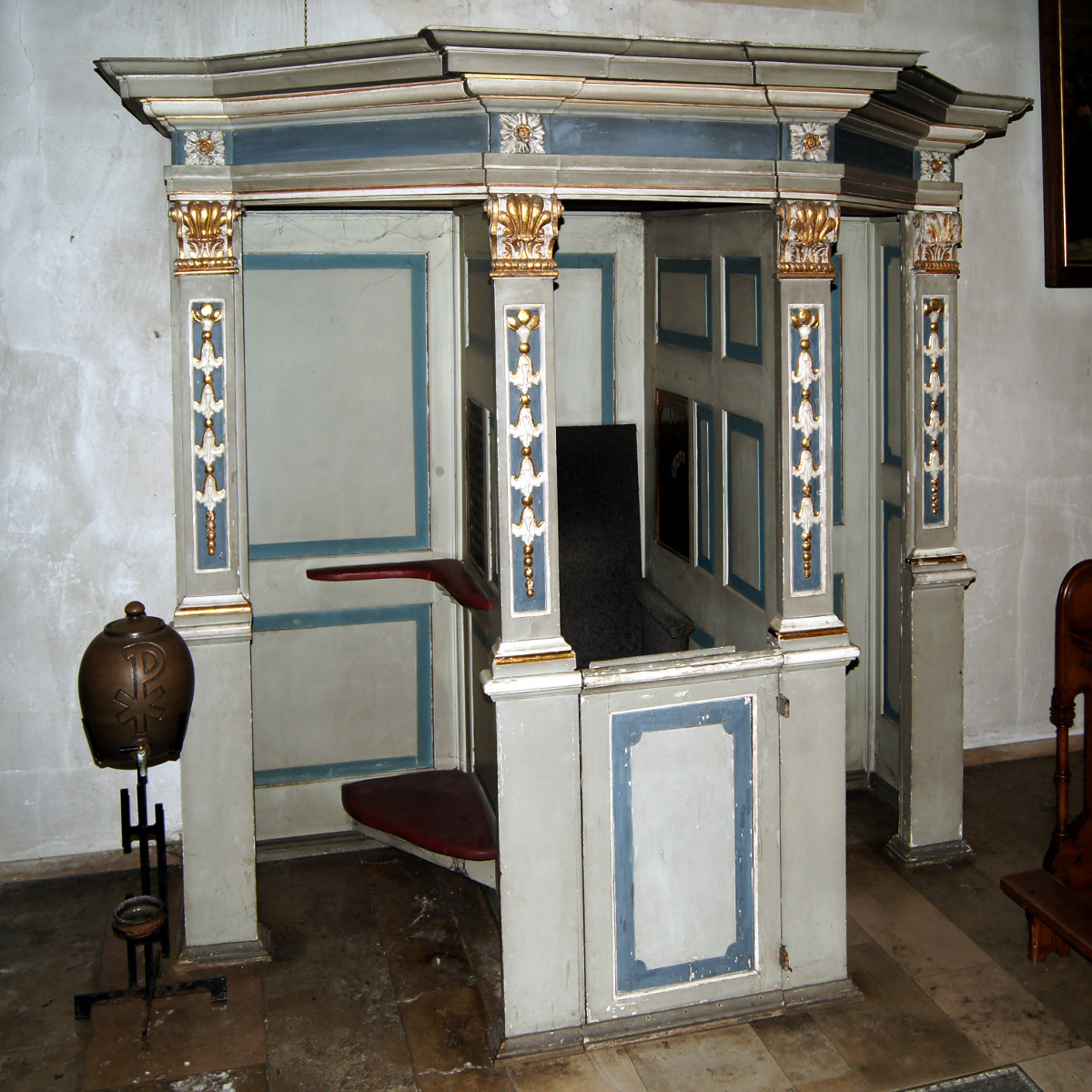
Einer von vier geschnitzten Beichtstühlen
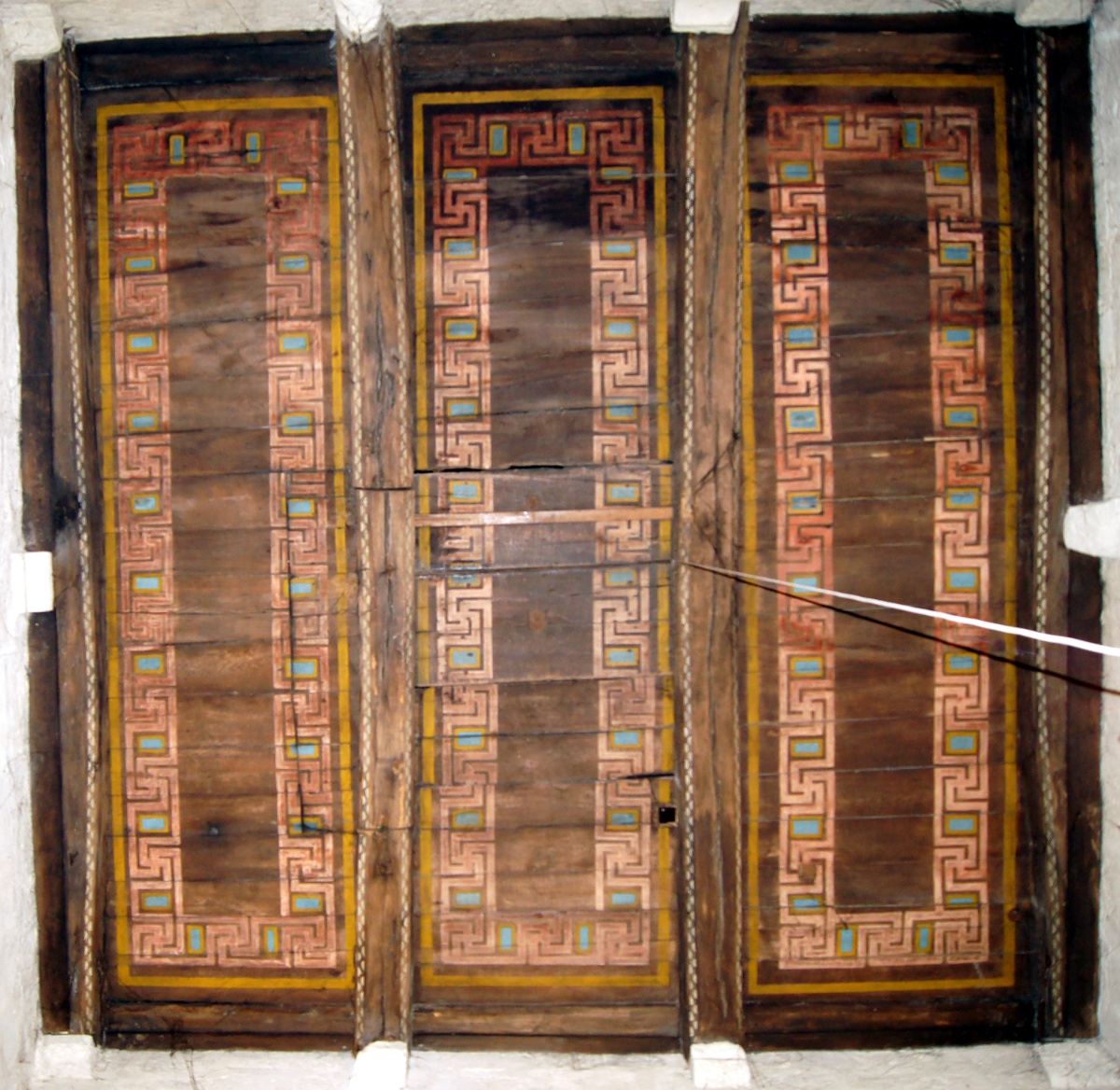
Decke der Vorhalle im Turm

### Die ehemaligen Kreuzaltäre
Ein mittelalterlicher Kreuzaltar ist bei einem Bildersturm während der hessischen Besatzung Coesfelds zerstört worden, der Barockaltar, eine Stiftung Christoph Bernhards von Galen, blieb bis zur zweiten Hälfte des 18. Jahrhunderts in der Lambertikirche; eine zeitgenössische Aufrisszeichnung inklusive Preisnotizen eines neuen Kreuzaltars befindet sich im Pfarrarchiv. Diesen Altar ersetzte ein neugotisches Stück, das wiederum 1952 weichen musste. Ein schlichter Block auf zwei Säulen ruhend, das Coesfelder Kreuz bis vor das mittlere Buntglasfenster des Chores (als Hintergrund) erhoben, bildeten das letzte als Kreuzaltar zu bezeichnende Werk. Heute steht das Kreuz losgelöst vom Zelebrationsaltar im Chorhaupt. Die Ikonographien der Altäre von 1652 und 1852 weisen deutliche Parallelen auf, beide hatten eine Grablegung im Sockelbereich, beide waren mit Karl dem Großen und der heiligen Helena geschmückt. Diese vom Galenschen Altar befinden sich heute in der Großen Kreuzwegkapelle. Der Altartisch war vom Aufbau losgelöst, das Kreuz befand sich hinter einer Glastür. 

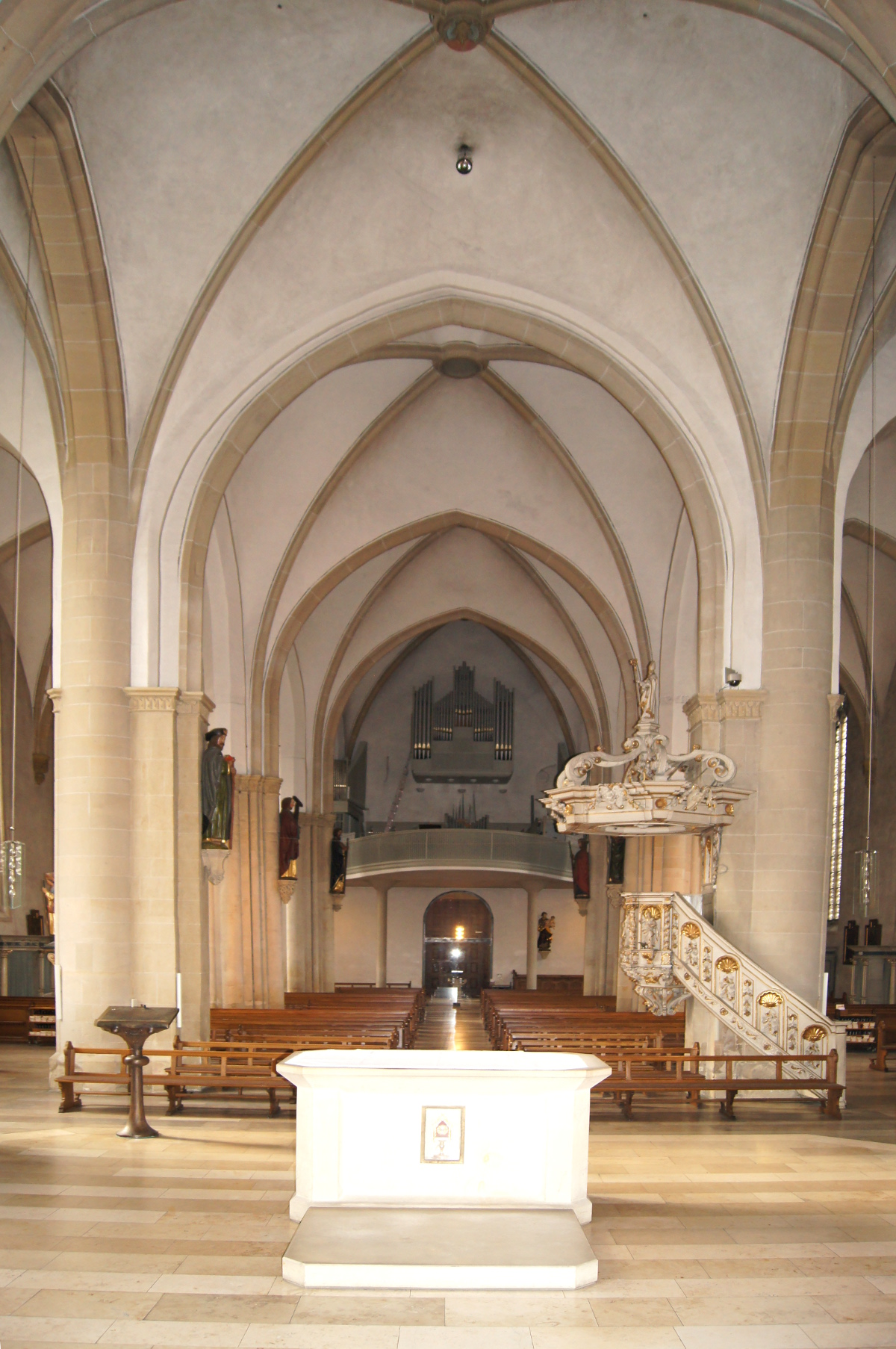
Mittelschiff nach Westen mit Blick auf die Orgel

Der Hochaltar der Liebfrauenkirche Bocholt ist nicht der ehemalige Kreuzaltar von St. Lamberti, wie in älterer Literatur angegeben, vielmehr stammt er aus der dortigen St.-Georgs-Kirche, besitzt aber ein Kreuzigungsgemälde des Coesfelder Künstlers Hermann Veltmann in seinem Auszug, was dieses Missverständnis erklärt. Auch gibt es ein, wenn auch kleineres und weniger bekanntes Gabelkruzifix in Bocholt, welches ebenfalls als „wundertätig“ bezeichnet wird und Ziel von Wallfahrten war/ist.

### Orgeln

#### Hauptorgel
Die Orgel der St. Lambertikirche ist ein Werk des Orgelbauunternehmens Gebr. Stockmann in Werl aus dem Jahr 1956. Sie hat 46 Register verteilt auf vier Werke (drei Manualen und Pedal), mit einer elektropneumatischen Spiel- und Registertraktur (System: Kegelladen). Renovierung und Umbau wurden in den Jahren 1974 und 1988 durch die Erbauerfirma Stockmann und Fa. Sauer durchgeführt. 1998 errichtete die Firma Gebr. Stockmann einen neuen Spieltisch mit einer 128fachen Setzerkombination. Die Hauptorgel wurde im Jahr 2012 restauriert. Dabei wurde die Disposition der Orgel geringfügig geändert. Hinzugekommen ist unter anderem das Pedalregister Untersatz 32′.
| I Hauptwerk C–g3 |               |        |     |
| 01.              | Rohrgedackt 0 | 16′    |     |
| 02.              | Prinzipal     | 08′    |     |
| 03.              | Holzflöte     | 08′    |     |
| 04.              | Gemshorn      | 08′    |     |
| 05.              | Oktav         | 04′    |     |
| 06.              | Koppelflöte   | 04′    |     |
| 07.              | Quinte        | 02 ⁄3′ |     |
| 08.              | Oktave        | 02′    | (N) |
| 09.              | Cornett IV    | 04′    | (N) |
| 10.              | Mixtur IV–V   | 02′    | (N) |
| 11.              | Trompete      | 08′    |     |

| II Oberwerk C–g3 |                    |         |     |
| 12.              | Harfenprinzipal    | 08′     |     |
| 13.              | Lieblich Gedackt 0 | 08′     |     |
| 14.              | Praestant          | 04′     | (N) |
| 15.              | Spitzflöte         | 04′     |     |
| 16.              | Waldflöte          | 02′     | (N) |
| 17.              | Quinte             | 01 ⁄3′  |     |
| 18.              | Terz-Sept II       | 01 3⁄5′ |     |
| 19.              | Scharff III–IV     |         | (N) |
| 20.              | Regal              | 16′     |     |
| 21.              | Oboe               | 08′     | (N) |
|                  | Tremulant          |         |     |

| III Schwellwerk C–g3 |                   |     |     |
| 22.                  | Stillgedackt      | 16′ |     |
| 23.                  | Ital. Prinzipal   | 08′ |     |
| 24.                  | Rohrflöte         | 08′ |     |
| 25.                  | Gamba             | 08′ |     |
| 26.                  | Fugara            | 04′ | (N) |
| 27.                  | Blockflöte        | 04′ |     |
| 28.                  | Prinzipal         | 02′ |     |
| 29.                  | Sifflöte          | 01′ |     |
| 30.                  | Sesquialtera II 0 |     |     |
| 31.                  | Quintzimbel III   |     | (N) |
| 32.                  | Basson            | 16′ |     |
| 33.                  | Trompete          | 08′ |     |
|                      | Tremulant         |     |     |

| Pedal C–f1 |                 |         |     |
| 34.        | Untersatz       | 32′     | (N) |
| 35.        | Prinzipalbaß    | 16′     |     |
| 36.        | Subbaß          | 16′     |     |
| 37.        | Gedacktbaß      | 16′     |     |
| 38.        | Rohrgedackt     | 08′     |     |
| 39.        | Oktavbaß        | 08′     |     |
| 40.        | Choralbaß       | 04′     |     |
| 41.        | Bassflöte       | 04′     |     |
| 42.        | Flachflöte      | 02′     |     |
| 43.        | Hintersatz VI 0 | 05 1⁄3′ |     |
| 44.        | Posaune         | 16′     |     |
| 45.        | Trompete        | 08′     |     |
| 46.        | Clarion         | 04′     |     |

(N) = Änderung 2012
- Koppeln: II/I (auch als Sub- und Superoktavkoppel), III/I, III/II, I/P, II/P, III/P

#### Chororgel

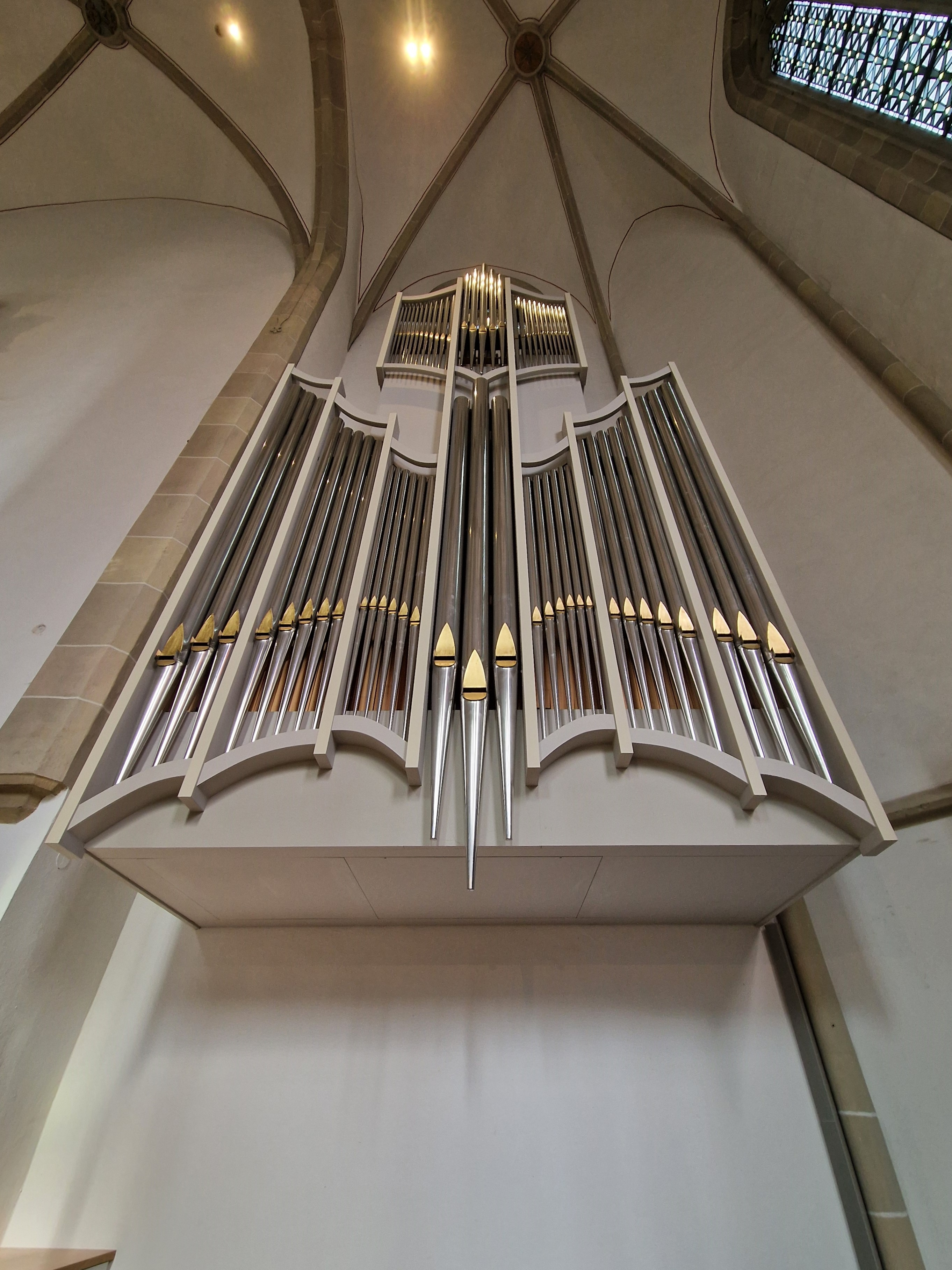
Die Chororgel von 2022

2022 wurde eine neue Chororgel eingeweiht. Das Instrument hängt als Schwalbennest im Raum; es wurde von Fa. Orgelbau Fleiter (Nienberge) gebaut und hat 6 Pfeifenreihen, aus denen sich 23 Register generieren lassen, die auf zwei Manualwerken und Pedal spielbar sind. Die Spiel- und Registertrakturen sind elektrisch.
| I Hauptwerk C–g3 |               |        |
| 1.               | Bordun 0      | 16′    |
| 2.               | Prinzipal     | 08′    |
| 3.               | Gedacktflöte  | 08′    |
| 4.               | Oktave        | 04′    |
| 5.               | Holzflöte     | 04′    |
| 6.               | Nasard        | 02 ⁄3′ |
| 7.               | Piccolo       | 02′    |
| 8.               | Mixtur II-III | 01 ⁄3′ |
| 9.               | Cor anglais   | 08′    |

| II Kronwerk C–g3 |                  |        |
| 10.              | Flûte            | 08′    |
| 11.              | Gedacktflöte 0   | 08′    |
| 12.              | Flûte octaviante | 04′    |
| 13.              | Holzflöte        | 04′    |
| 14.              | Nasard           | 02 ⁄3′ |
| 15.              | Doublette        | 02′    |
| 16.              | Quinte           | 01 ⁄3′ |
| 17.              | Cor anglais      | 08′    |

| Pedal C–f1 |               |     |
| 18.        | Subbaß        | 16′ |
| 19.        | Oktavbass     | 08′ |
| 20.        | Gedacktbass   | 08′ |
| 21.        | Choralbass    | 04′ |
| 22.        | Cor anglais   | 08′ |
| 23.        | Vox angelicus | 04′ |

- Koppeln: II/I, I/P, II/P

## Geläut

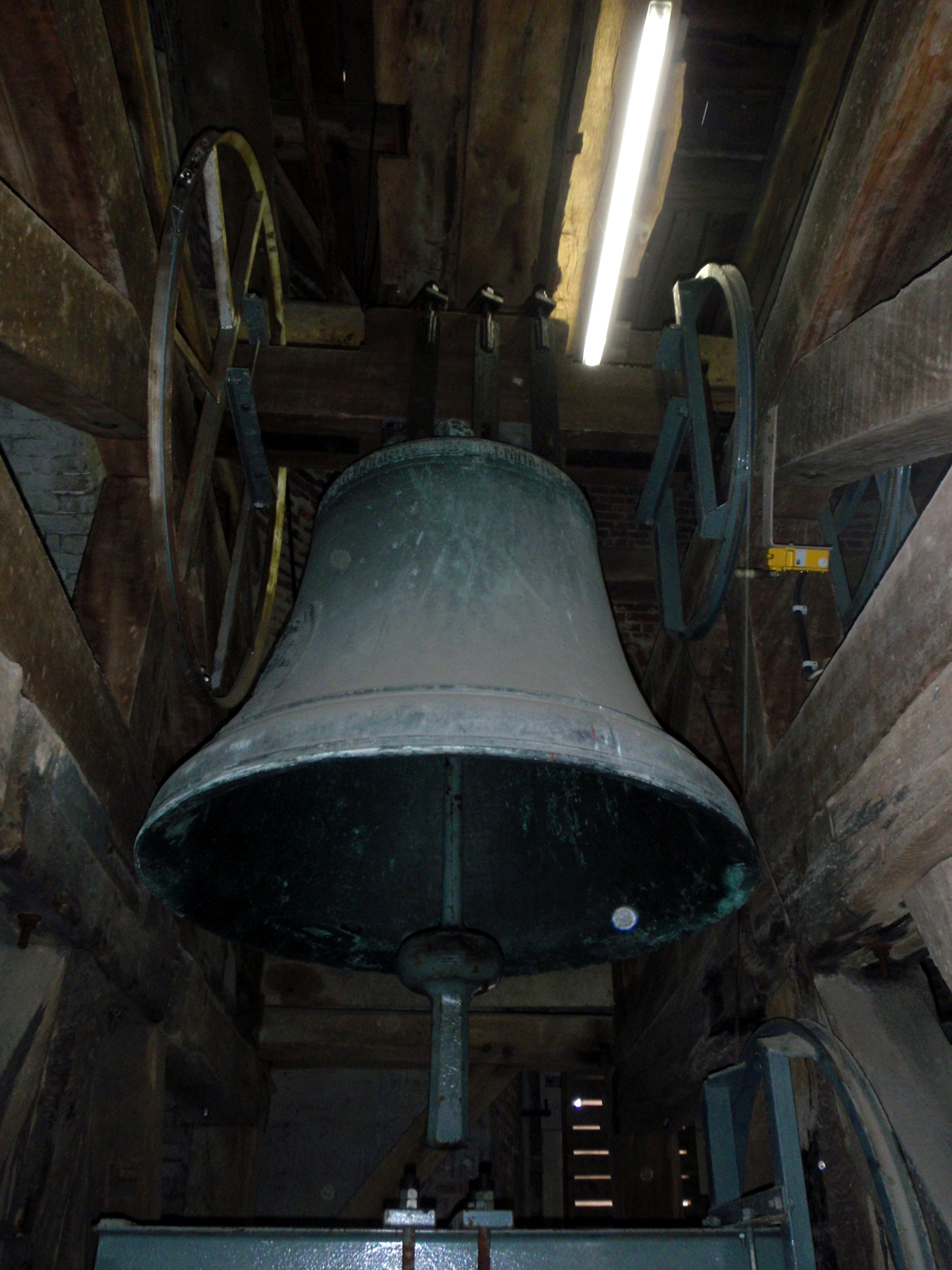
Lambertusglocke

Im Turm hängen vier Glocken aus dem 15. Jahrhundert. Sie bilden das älteste vollständig erhaltene Geläut in Westfalen. Es ist nicht geklärt, ob die drei jüngeren Glocken auch von Johan Smit aus Hennegoven oder von Johannes Volkerus gegossen wurden.
| Glocke | Name       | Gussjahr | Gießer                  | Durchmesser | Masse ≈ | Schlagton (HT-1⁄16) |
| ------ | ---------- | -------- | ----------------------- | ----------- | ------- | ------------------- |
| 1      | Lambertus* | 1428     | Johan smit ut henegovne | 1430 mm     | 2000 kg | c′−4                |
| 2      | Maria      | 1433     | Meister Volkerus (?)    | 1395 mm     | 1700 kg | es′+3               |
| 3      | Hl. Kreuz  | 1435     | Meister Volkerus (?)    | 1105 mm     | 800 kg  | f′−7                |
| 4      | Katharina  | 1435     | Meister Volkerus (?)    | 1029 mm     | 670 kg  | g′−8                |

* Die Lambertusglocke trägt folgende Inschrift: vox mea dulcisona populum vocat ad sacra dona

0(Meine lieblich klingende Stimme ruft das Volk zum heiligen Opfer)
Bis 1942 hing im Turm noch eine etwa 5 Tonnen schwere Glocke mit dem Schlagton as0. Die Glocke mit dem Namen Christkönig  war 1928 von der Firma Petit & Gebr. Edelbrock aus Gescher gegossen worden und war ein Geschenk der Gemeinde an den damaligen Pfarrdechanten Joseph Lodde, dessen 25-jähriges Priesterjubiläum Anlass für den Guss der Glocke war. Sie war die größte und schwerste Glocke des Geläutes. Am Pfingstdienstag 1942 wurde sie abgehängt, um für Kriegszwecke eingeschmolzen zu werden.